# 和武州
和武州是宋代夔州路紹慶府所屬的一個羈縻州。其轄地在今重慶市彭水縣一帶地方，是宋代招撫當地土著所設置的州縣，一般由其頭人任州官屬。